# Kundakimuka
Kundakimuka is een geslacht van wantsen uit de familie van de Miridae (Blindwantsen). Het geslacht werd voor het eerst wetenschappelijk beschreven door Cassis in 1995.

## Soorten
Het genus bevat de volgende soorten:

- Kundakimuka carvalhoi Cassis, 1995
- Kundakimuka pallipes (Miyamoto, 1965)
- Kundakimuka queenslandica Cassis, 1995
- Kundakimuka ribesi Cassis, Tatarnic & Symonds, 2011
- Kundakimuka sudanensis Cassis, Tatarnic & Symonds, 2011